# Submarino U-374
El submarino alemán U-374 fue un submarino tipo VIIC de la Kriegsmarine de la Alemania nazi durante la Segunda Guerra Mundial . Fue ordenada el 23 de septiembre de 1939. Su quilla fue colocada por Howaldtswerke en Kiel el 18 de diciembre de 1939, fue botado el 10 de mayo de 1941 y comisionado formalmente en la Kriegsmarine el 21 de junio de 1941 bajo el mando del Oberleutnant zur See Unno von Fischel.
El U-374 tuvo una corta carrera, realizando únicamente tres patrullas. Durante estas, hundió un barco mercante, el británico Rose Schiaffino y dos buques de guerra auxiliares, el arrastrero naval Lady Shirley y el yate naval HMY Rosabelle .
El U-374 fue hundido el 12 de enero de 1942 en el Mediterráneo occidental al este del Cabo Spartivento, en posición37°50′N 16°00′E / 37.833, 16.000, por torpedos del submarino británico HMS Unbeaten 42 de su tripulación murieron; hubo un sobreviviente.

## Diseño
Los submarinos alemanes Tipo VIIC fueron precedidos por los submarinos más cortos Tipo VIIB . El U-374 tenía un desplazamiento de 769 toneladas (757 toneladas largas) cuando estaba en la superficie y 871 toneladas (857 toneladas largas) mientras estaba sumergido.  Tenía una longitud total de 67,10 m (220 pies 2 pulgadas), una longitud de casco de presión de 50,50 m (165 pies 8 pulgadas), una manga de 6,20 m (20 pies 4 pulgadas), una altura de 9,60 m ( 31 pies 6 pulgadas) y un calado de 4,74 m (15 pies 7 pulgadas). El submarino estaba propulsado por dos motores diésel sobrealimentados Germaniawerft F46 de cuatro tiempos y seis cilindros . produciendo un total de 2800 a 3200 caballos de fuerza métricos (2060 a 2350 kW; 2760 a 3160 shp) para uso en superficie, dos motores eléctricos AEG GU 460/8–27 de doble acción que producen un total de 750 caballos de fuerza métricos (550 kW; 740 shp) para usar mientras está sumergido. Tenía dos ejes y dos hélices de 1,23 m (4 pies ) . El barco era capaz de operar a profundidades de hasta 230 metros (750 pies).
El submarino tenía una velocidad máxima en superficie de 17,7 nudos (32,8 km/h; 20,4 mph) y una velocidad máxima sumergida de 7,6 nudos (14,1 km/h; 8,7 mph).  Cuando estaba sumergido, el barco podía operar durante 80 millas náuticas (150 km; 92 mi) a 4 nudos (7,4 km/h; 4,6 mph); cuando salió a la superficie, podría viajar 8.500 millas náuticas (15.700 km; 9.800 mi) a 10 nudos (19 km / h; 12 mph). El U-374 estaba equipado con cinco tubos de torpedos de 53,3 cm (21 pulgadas) (cuatro instalados en la proa y uno en la popa), catorce torpedos , un cañón naval SK C / 35 de 8,8 cm (3,46 pulgadas) , 220 rondas y un Cañón antiaéreo C/30 de 2 cm (0,79 pulgadas) . El barco tenía una dotación de entre cuarenta y cuatro y sesenta marineros.

## Historial de servicio

### Primera patrulla
Para su primera patrulla, el U-374 partió del puerto de Kiel el 29 de septiembre de 1941. y regresó el 11 de noviembre de 1941, después de observar el convoy SC - 42  durante todo el día. El U-374 fue descubierto por la corbeta de escolta canadiense HMCS Bouctouche (K 179), que disparó seis cargas de profundidad , causando daños menores. Después de 44 días en el mar y el éxito de un buque mercante hundido de 3.349 toneladas, regresó a la base de submarinos de Brest el 11 de noviembre de 1941.

### Segunda patrulla
Para su segunda patrulla, el U-374 partió del teatro del Océano Atlántico hacia el del Mediterráneo. Salió de Brest, Francia, el 6 de diciembre de 1941 y llegó a La Spezia, Italia, 9 días después el 14 de diciembre de 1941, habiendo hundido 2 buques de guerra auxiliares para un total de 992 toneladas.

### Tercera patrulla y hundimiento
Su tercera patrulla comienza el 18 de diciembre de 1941 de La Spezia. El 10 de enero de 1942, el destructor británico HMS Legion y el destructor holandés HNLMS Isaac Sweers lanzaron sus cargas de profundidad. El U-Boat logró evadirlos, pero resultó dañado y no pudo sumergirse nuevamente. 
Después de 26 días en el mar y 2 días después del ataque del Legios y el Issac Sweers, el U-374 fue hundido eL 12 de enero de 1942 en el Mediterráneo al este del Cabo Spartivento , en la posición geográfica 37°50′ N, 16°00′ E, a causa de torpedos disparados desde el submarino británico HMS Unbeaten. 42 tripulantes murieron en este ataque, solo hubo un único sobreviviente.

### Manadas de lobos
El U-374 participó en una manada de lobos, a saber:
- Mordbrenner (16 de octubre - 2 de noviembre de 1941)

## Historial de incursiones
| Fecha                   | Nombre del barco | Nacionalidad          | Tonelaje | destino |
| ----------------------- | ---------------- | --------------------- | -------- | ------- |
| 31 de octubre de 1941   | Rose schiaffino  | Reino Unido           | 3,349    | hundido |
| 11 de diciembre de 1941 | HMS Lady Shirley | Marina Real británica | 477      | hundido |
| 11 de diciembre de 1941 | Rosabelle        | Marina Real británica | 515      | hundido |